# Hannelore Roedel
Hannelore Roedel (* 3. Juli 1957 in Nürnberg) ist eine deutsche Politikerin (CSU).
Hannelore Roedel schlug nach dem Abitur 1976 die Beamtenlaufbahn ein und studierte bis 1979 an der Bayerischen Beamtenfachhochschule, wo sie den Abschluss Diplom-Finanzwirtin (FH) erwarb. Von 1979 bis 1982 arbeitete sie am Zentralfinanzamt Nürnberg, bis 1990 bei der Oberfinanzdirektion Nürnberg und bis 2002 in der Verwaltung des Bayerischen Landtags. Sie trat 1972 in die Junge Union und 1980 in die CSU ein, von 2002 bis 2005 war sie Mitglied des Deutschen Bundestags.
Bei den Landtagswahlen 2008 konnte sie als Listenkandidatin des Bezirks Oberbayern aufgrund der hohen Verluste der CSU nicht in den Landtag einziehen.